# Reino de EnenKio
EnenKio o Reino de EnenKio, es un pequeño grupo separatista de la República de las Islas Marshall que reclama a EE. UU. la soberanía sobre la isla Wake. EnenKio busca el reconocimiento como estado soberano de un estado ficticio micronesio al norte de las Islas Marshall. 

## Nombre
EnenKio deriva del nombre nativo, Eneen-Kio. En marshalés, Enen-kio significa «Isla de la flor naranja».

## Historia
El Reino de EnenKio (estado ficticio) fue proclamado en 1987, con Murjel Hermios como primer monarca y a su muerte en diciembre de 1998, con su hermano Remios Hermios como segundo rey.

## Reclamaciones territoriales
La isla Wake se compone de tres atolones de coral llamados actualmente Isla Peale, Isla Wake e Isla Wilkes. Contiene un área de aproximadamente 6,5 km². La isla más cercana es el Atolón Bokak del grupo de las islas Marshall. A lo largo de su historia, la isla Wake ha recibido diferentes nombre: San Francisco, Lamira, Disclerta, Halcyon, Helsion, y Wilson.

## Estatus
Hasta la actualidad, EnenKio no ha sido reconocido en ningún ámbito internacional como estado soberano; en 1998 el gobierno de la República de las Islas Marshall, que reclama a Estados Unidos la isla Wake, rechazó la soberanía reclamada por EnenKio.